# Сидирнес (регион)
63° 55′ N 22° 15′ W / 63.917° С; 22.250° З
Сидирнес (исл. Suðurnes - „Јужно полуострво“) је је један од осам региона Исланда. Налази се у југозападном делу државе. Захвата површину од 829 км² и има око 20,300  становника. Главни град је Кеблавик. 